# حوض البحر الأبيض المتوسط

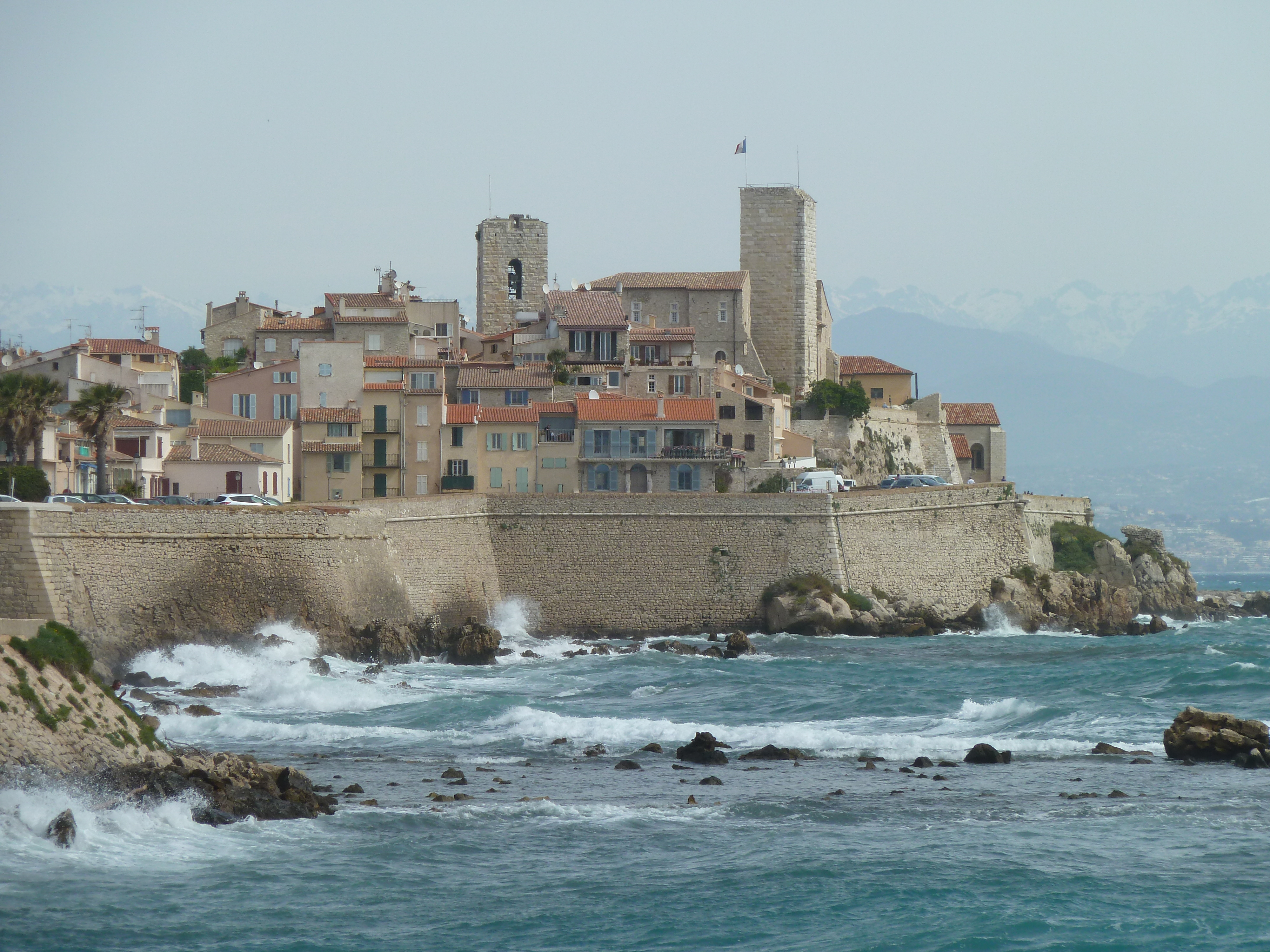
منظر لمدينة أنتيب (فرنسا). المناخ الدافئ والبحر والجبال والتراث الثقافي يجعل من البحر الأبيض المتوسط منطقة سياحية مفضلة.

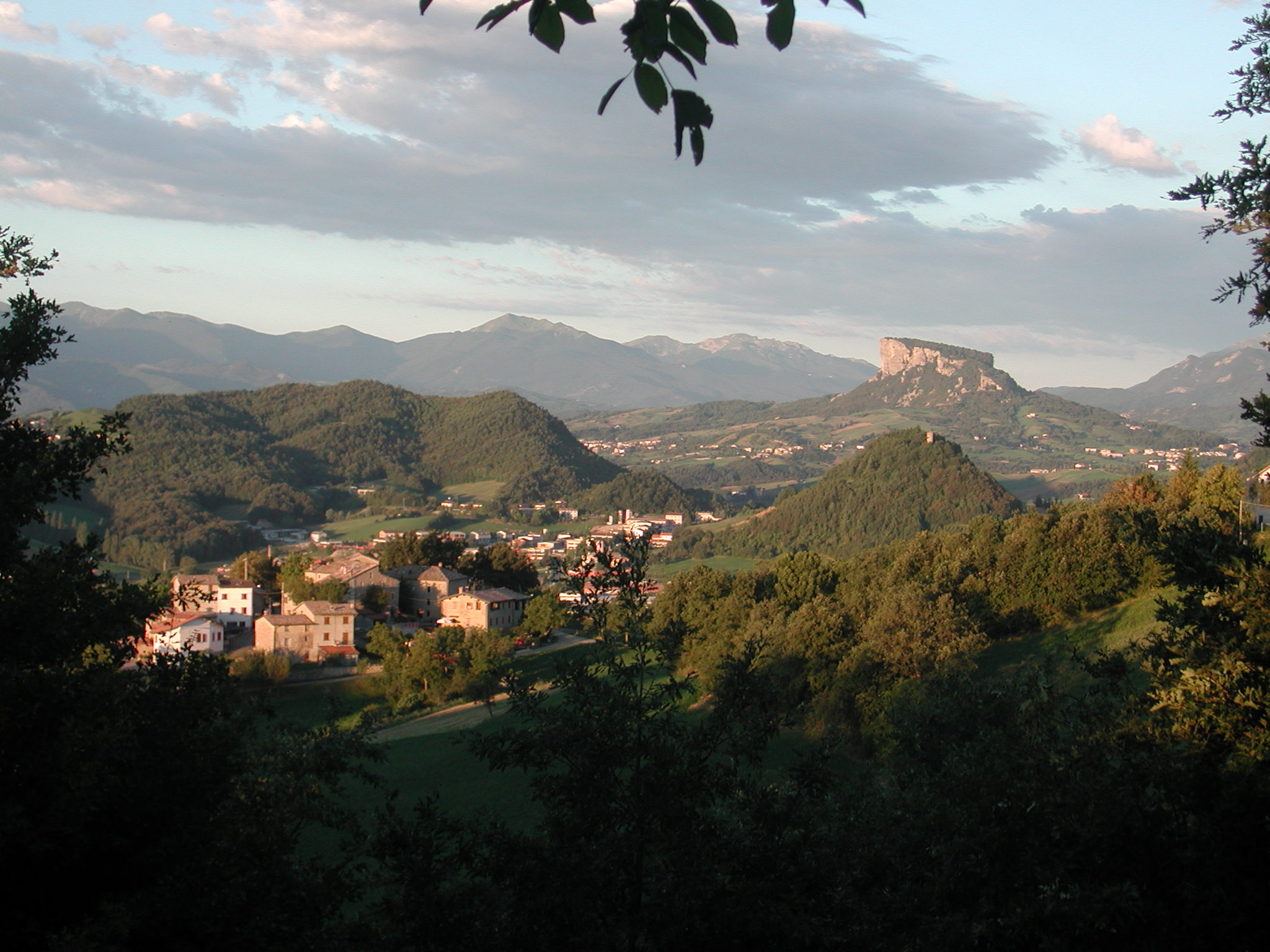
منظر لبيترا دي بيسمانتوف في جبال الأبينيني، إيطاليا. المناطق الداخلية ريفية.

يشير مصطلح حوض البحر الأبيض المتوسط أو حوض البحر المتوسط إلى الأراضي التي تحيط بهذا البحر، وهي أراض ٍتتبع كل من قارات العالم القديم، أفريقيا وأوروبا وغرب آسيا.

## الجغرافية

### الحدود

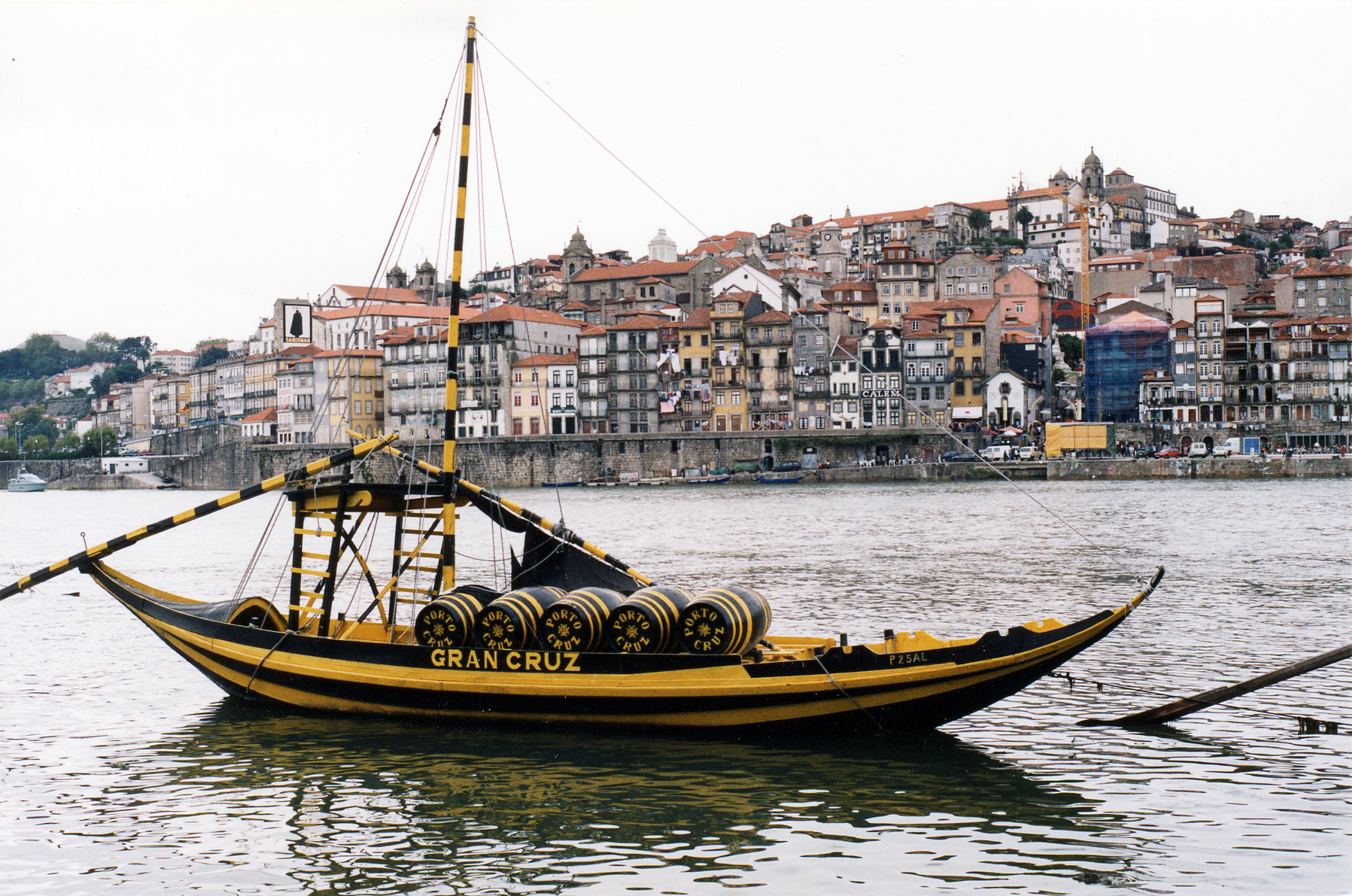
منظر لمدينة بورتو (البرتغال). على الرغم من موقعها على المحيط الأطلسي، تنتمي المدينة إلى منطقة البحر الأبيض المتوسط. حددت التجارة وزراعة الكروم تاريخها، وكذلك تاريخ المنطقة بأكملها.

المجمل، تمتد هذه المنطقة على أكثر من 1.3 مليون كيلومتر مربع من مساحة اليابسة و2.5 مليون كيلومتر مربع يغطي البحر الأبيض المتوسط. أقصى نقطة شمالاً هي سفح جبال الألب في فنيتة، وأقصى نقطة غربية هي كابو دا روكا بالقرب من لشبونة. وفي الشرق والجنوب تشكل المعابر إلى بادية الشام والصحراء الكبرى الحدود، وإن كان الترسيم في الجنوب تعسفياً لأن المناخ الصحراوي يمتد مباشرة إلى الساحل.
وتنقسم منطقة البحر الأبيض المتوسط إلى القارات الثلاث أوروبا وأفريقيا وآسيا. وفي أوروبا يمتد كليًا أو جزئيًا - من الغرب إلى الشرق - فوق البرتغال وإسبانيا وأندورا وفرنسا وموناكو وإيطاليا وسان مارينو ومدينة الفاتيكان ومالطا وسلوفينيا وكرواتيا والبوسنة والهرسك والجبل الأسود وألبانيا واليونان وتركيا الأوروبية. أما الجزء الآسيوي فيضم تركيا في آسيا الصغرى بالإضافة إلى سوريا ولبنان وإسرائيل ومناطق الحكم الذاتي الفلسطينية والأردن بالإضافة إلى جزيرة قبرص. وفي أفريقيا - من الشرق إلى الغرب - تنتمي الأجزاء الشمالية من مصر وليبيا وتونس والجزائر والمغرب إلى منطقة البحر الأبيض المتوسط.
تُعرف منطقة البحر الأبيض المتوسط بشكل عام من خلال الجبال والسلاسل الجبلية المحيطة بالبحر الأبيض المتوسط: البرانس، الألب، الدينارية، الكتلة الصربية المقدونية، الرودوب، طوروس، لبنان، جبال الضفة الغربية، سيناء، الصحراء الليبية، الحمادة الحمراء والأطلس. يتوافق هذا إلى حد كبير مع منطقة مستجمعات مياه البحر الأبيض المتوسط (في الروافد السفلية)، باستثناء منطقة النيل وبعض الأنهار مثل نهر الرون.

الخريطة المادية والسياسية لحوض البحر الأبيض المتوسط

يوجد تعريف آخر، يمتد حوض البحر الأبيض المتوسط من ماكارونيسيا غربًا، إلى بلاد الشام شرقًا، على الرغم من أن بعض الأماكن قد تكون أو لا تشمل حسب وجهة النظر، كما هو الحال مع ماكارونيسيا: بعض التعريفات تشمل ماديرا وجزر الكناري فقط. في حين أن البعض الآخر يشمل ماكارونيسيا بأكملها.
في غرب آسيا، تغطي الأجزاء الغربية والجنوبية من شبه جزيرة الأناضول، حتى العراق، ولكن باستثناء الجبال ذات المناخ المعتدل في وسط تركيا. وتشمل بلاد الشام المتوسطية في الطرف الشرقي للبحر الأبيض المتوسط، وتحدها من الشرق والجنوب صحاري سوريا والنقب.
يتمتع الجزء الشمالي من منطقة المغرب العربي في شمال غرب إفريقيا بالمناخ المتوسطي، ويفصله عن الصحراء الكبرى، التي تمتد عبر شمال إفريقيا، جبال الأطلس. في شرق البحر الأبيض المتوسط تمتد الصحراء الكبرى إلى الشاطئ الجنوبي للبحر الأبيض المتوسط، بالاضافة الى الحافة الشمالية لشبه جزيرة برقة في ليبيا، التي تتمتع بالمناخ المتوسطي في الساحل و الجبل الاخضر و يستثنى جبل نفوسة غرب ليبيا بمناخ متوسطي جاف .
تقع أوروبا شمال البحر الأبيض المتوسط. الجزء الأوروبي من حوض البحر الأبيض المتوسط يتوافق بشكل فضفاض مع أوروبا الجنوبية. تمتد شبه جزر أوروبا الجنوبية الثلاث الكبيرة، شبه الجزيرة الإيبيرية، وشبه الجزيرة الإيطالية، وشبه الجزيرة البلقانية، إلى منطقة المناخ المتوسطي وتشكل جزءًا كبيرًا منها. نظام من الجبال المطوية، بما في ذلك جبال البرانس التي تفصل إسبانيا عن فرنسا، وجبال الألب التي تفصل إيطاليا عن أوروبا الوسطى، وجبال الألب الدينارية على طول شرق البحر الأدرياتيكي، وجبال البلقان وجبال ريلا - رودوب في شبه جزيرة البلقان، تفصل البحر الأبيض المتوسط عن المناطق المناخية المعتدلة. من أوروبا الغربية أو الشمالية الغربية أو الشمالية، وأوروبا الوسطى، وأوروبا الشرقية.
بالمعنى الضيق فهي محدودة بمساحة التوزيع الطبيعية والمحتملة لشجرة الزيتون، ولهذا السبب يشار إليها أيضًا باسم حدود شجرة الزيتون. وهذا التعريف يساوي منطقة البحر الأبيض المتوسط مع انتشار المناخ المتوسطي في أوروبا والشرق الأدنى وشمال أفريقيا. وتقع بعض المناطق الساحلية للبحر الأبيض المتوسط بالفعل في مناطق مناخية جغرافية حيوية مجاورة. ومن ناحية أخرى، فإن بعض المناطق ذات المناخ المتوسطي والبعيدة جدًا عن البحر الأبيض المتوسط ليست جزءًا من المنطقة الكبرى.
وتسمى الدول التي تشارك أراضيها في هذا المجال بدول البحر الأبيض المتوسط. معظم الدول المطلة على البحر الأبيض المتوسط بالمعنى الحقيقي، على سبيل المثال: ينتمي جزء صغير فقط من فرنسا أو تركيا أو دول شمال أفريقيا إلى منطقة البحر الأبيض المتوسط. ولأسباب ثقافية ومناخية، تعتبر البرتغال والأردن جزءاً من عالم البحر الأبيض المتوسط، على الرغم من عدم وجود ساحل لهما على البحر الأبيض المتوسط على الإطلاق.

### التضاريس

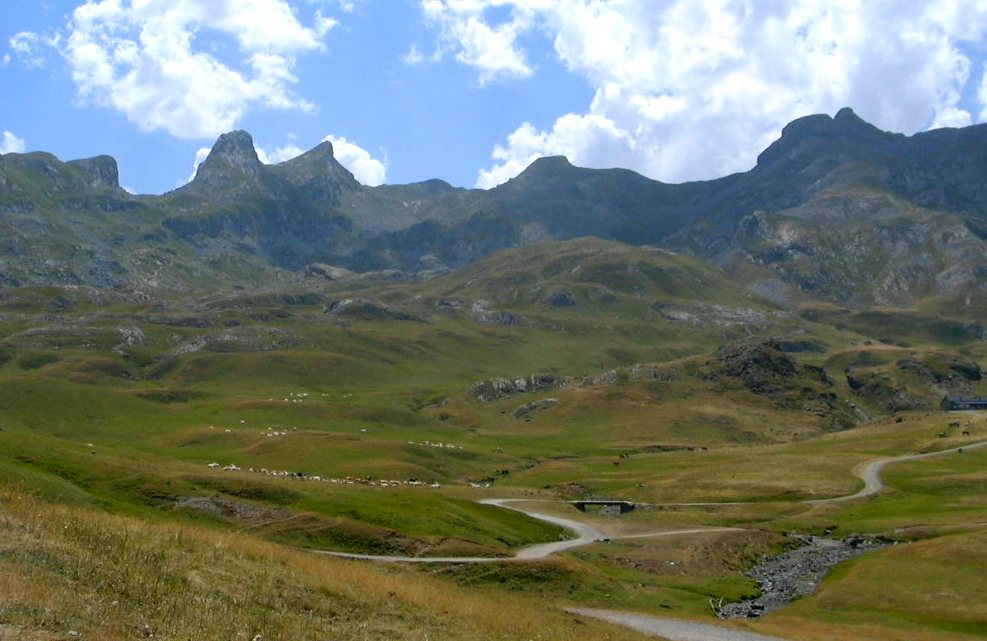
سلسلة جبال مطوية نموذجية: جبال البرانس

لا تزال المنطقة نشطة تكتونيا إلى الآن، مما ساهم في في خلق تضاريس معقدة ومتموجة ومنحها انحدارات عالية، والتي تتشكل إلى حد كبير من الجبال المطوية العالية، ولكن أيضًا بدرجة أقل من البراكين. ونظرًا لارتفاعها، فإن السلاسل الجبلية غالبًا ما تكون الفاصل المناخي بين المناخ المتوسطي والمناخ المعتدل أو المناخ الصحراوي. في أوروبا، حُددت منطقة البحر الأبيض المتوسط من الشمال بشريط متواصل تقريبًا يمتد من جبال قنطبرية فوق جبال البرانس، وجبال الكتلة الوسطى وجبال الألب إلى امتدادها الجنوبي الشرقي. ونظرًا لارتفاعها، فإن السلاسل الجبلية غالبًا ما تكون الفاصل المناخي بين مناخ البحر الأبيض المتوسط والمناخ المعتدل أو المناخ الصحراوي. في أوروبا، يتم تحديد منطقة البحر الأبيض المتوسط من الشمال بشريط متواصل تقريبًا يمتد من جبال كانتابريا فوق جبال البيرينيه، وماسيف سنترال وجبال الألب إلى استمرارها الجنوبي الشرقي. بل إن جبال الديناريك في كرواتيا والجبل الأسود تتحرك مباشرة حتى الساحل، بحيث يتم ضغط منطقة البحر الأبيض المتوسط هنا بعرض بضعة كيلومترات فقط. ينتهي هذا الشريط في جبال رودوب. توجد ضمن منطقة البحر الأبيض المتوسط سلاسل الجبال الأيبيرية الطرفية والوسطى (سييرا نيفادا، وكورديليرا الساحلية والنظام القشتالي)، وسلسلة جبال أبينيني في إيطاليا وسلاسل الجبال اليونانية. يمكن أيضًا العثور على كتل صخرية في جميع الجزر الكبرى، وبعضها يمثل استمرارًا للجبال القارية.

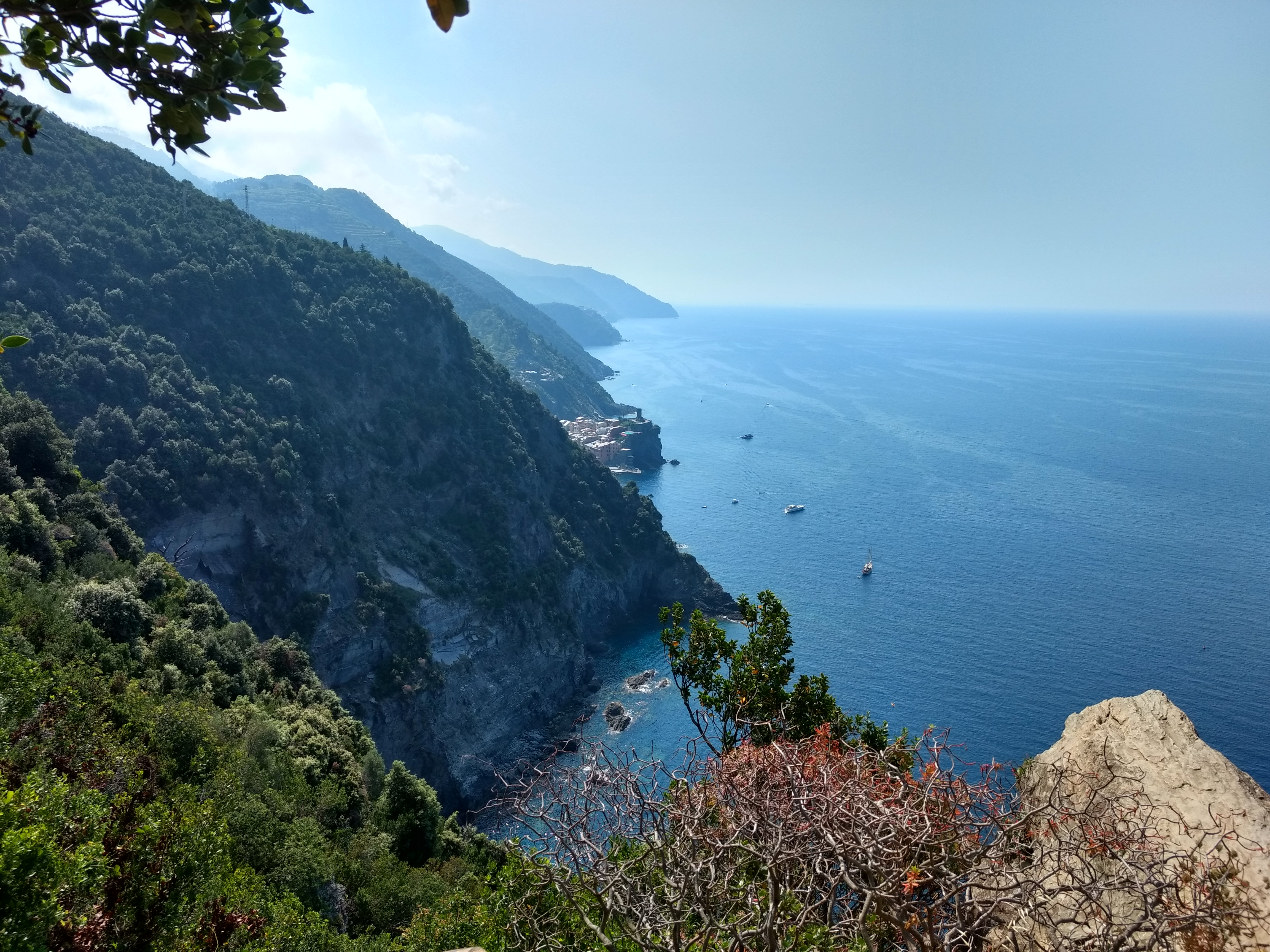
الساحل الإيطالي: تصل الجبال غالبًا إلى البحر مباشرةً.

تُشبه التضاريس في تركيا نظيرتها في إسبانيا: تحيط الجبال الطرفية المرتفعة بهضبة مركزية. لكن على النقيض من المرتفعات القشتالية، لم تعد مرتفعات الأناضول تعتبر جزءًا من منطقة البحر الأبيض المتوسط بسبب قسوة المناخ، حتى أن جبال طوروس، التي تمتد عبر جنوب تركيا بأكمله، تعتبر أيضًا بمثابة تقسيم مناخي. على ساحل المشرق العربي، يفصل جبل لبنان البحر الأبيض المتوسط عن الصحراء على الجانب المواجه للريح. وفي أفريقيا، يشكل الأطلس أيضًا حدودًا واضحة مع الصحراء. فقط السواحل الليبية والمصرية ليس لديها أي تضاريس واضحة.

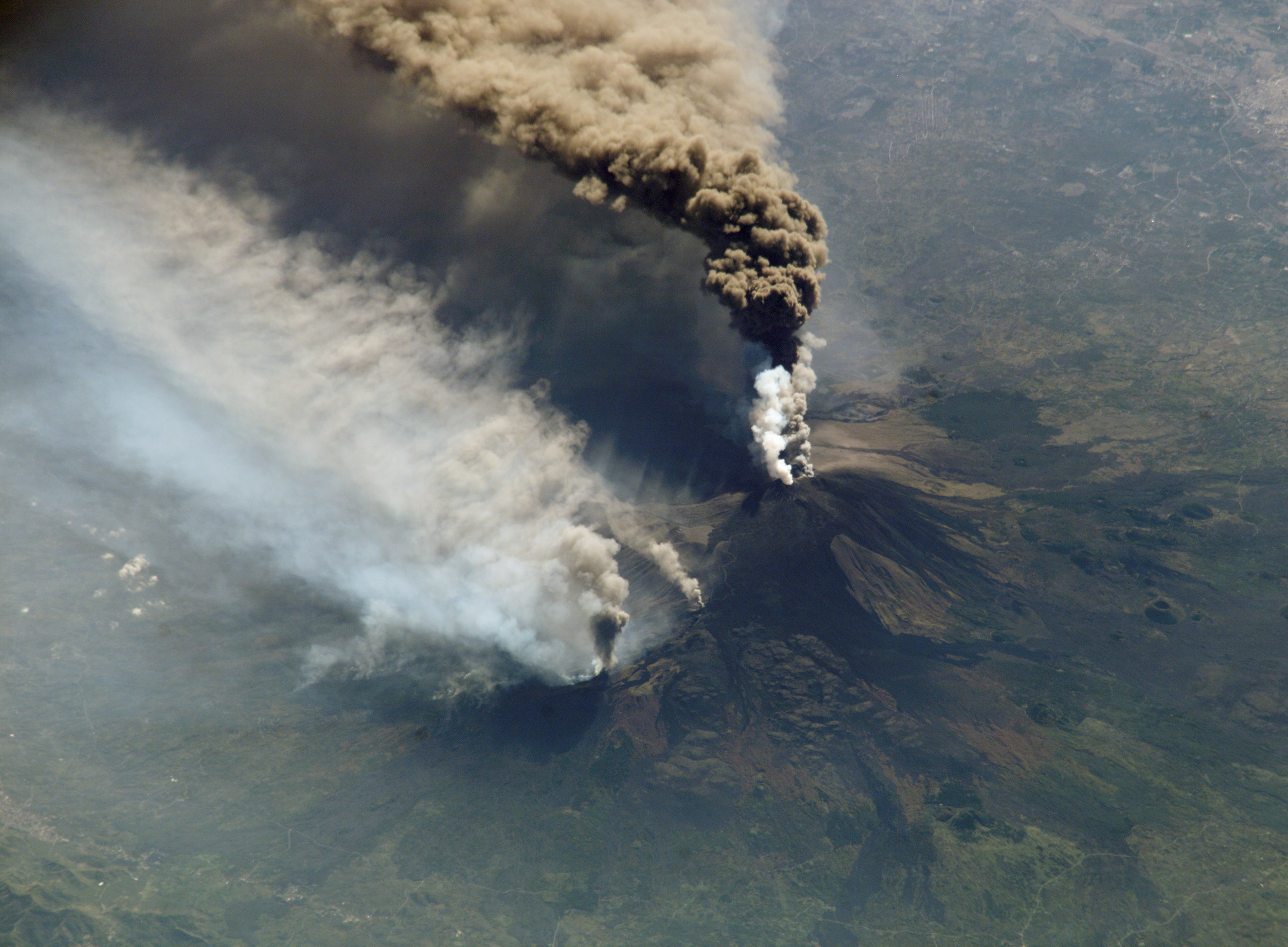
ثوران بركان إتنا عام 2002

وبما أن التلال الرئيسة لجبال الحدود الشمالية ليست بالتأكيد جزءًا من منطقة البحر الأبيض المتوسط، فإن توبقال (4 165 متر) في الأطلس الكبير يعتبر أعلى ارتفاع لها. في أوروبا، جبل مولاي الحسن (3 482 متر) أعلى قمة في سييرا نيفادا. أعلى جبل في الجزر وفي نفس الوقت أعلى بركان في أوروبا هو جبل إتنا بحوالي 3 323 متراً، على الرغم من أن ارتفاع القمة يتقلب على مر السنين بسبب النشاط المزدحم.
لا تترك الظروف الجبلية مجالًا كبيرًا للسهول : وفقًا لتصنيف التضاريس الذي وضعته منظمة الأغذية والزراعة، فإن 29% فقط من المنطقة تعتبر مسطحة إلى متموجة، مقارنة بـ 53% متموجة من الأراضي الجبلية (تدرج المنحدر السائد أكثر من 8%) وما لا يقل عن 18% جبلية. أرض ذات انحدار أكثر من 30%.
توجد السهول بشكل رئيسي في المناطق القديمة جيولوجياً (ميسيتا الإسبانية وشمال أفريقيا دون الأطلس) وفي الأحواض الرسوبية القليلة.

### المناخ
في علوم الجغرافيا الحيوية يشير هذا المصطلح إلى الأراضي حول البحر المتوسط والتي لديها مناخ متوسطي، والذي سمي باسمه، ويمكن العثور عليه أيضًا في أجزاء أخرى من العالم. وتحتل منطقة البحر الأبيض المتوسط وحدها ما بين 50 إلى 60 بالمائة من هذه المناخ
ويسمى نوع مناخ البحر الأبيض المتوسط أيضًا بالمناخ الشتوي الممطر للجوانب الغربية. ويأتي هذا المناخ هنا لأن المنطقة تقع في المنطقة الحدودية بين منطقة الركود الاستوائي من المناطق شبه الاستوائية وانجراف الرياح الغربية لخطوط العرض المعتدلة، وتكون محمية من الهواء القطبي البارد باتجاه الشمال لكن باتجاه الصحراء الكبرى جنوبًا مفتوحة إلى حد كبير. في الصيف، يهيمن مرتفع الآصور على الأجواء حيث ينتشر عبر منطقة البحر الأبيض المتوسط بأكملها تقريبًا. والنتيجة هي طقس مشمس منخفض الرياح، وببساطة، يتحرك المناخ الصحراوي شمالًا في الصيف. وفي الشتاء يحدث التأثير المعاكس: عادة ما ينتقل المرتفع نحو الجنوب، تاركا منطقة البحر الأبيض المتوسط تحت تأثير الرياح الغربية المشبعة فوق المحيط الأطلسي. نادرًا ما تقع منطقة البحر الأبيض المتوسط تحت تأثير البرد القطبي أو المرتفعات الشتوية القارية، والتي يمكن أن تجلب الثلوج إلى السواحل الجنوبية.
تتمتع منطقة البحر الأبيض المتوسط بمركز عمل أصلي (يحدث هنا فقط)، وهو المسار النموذجي للإعصار، منخفض متوسطي: يمكن أن تندفع هذه المنخفضات جنوبًا من منطقة المحيط الأطلسي وأوروبا الغربية بواسطة مرتفعات شمال أوروبا أو الرياح الشمالية القطبية وبالتالي تتحرك شمالًا أو جنوبًا من جبال البرانس إلى منطقة البحر الأبيض المتوسط، أو تتشكل في غرب البحر الأبيض المتوسط. هناك يمكنها تجميع المياه بشكل متكرر حتى تجلب أمطارًا غزيرة. أحيانًا تنفصل مرة أخرى فوق إيطاليا والبحر الأدرياتيكي، وأحيانًا تتحرك فوق البلقان باتجاه البحر الأسود أو إلى شرق البحر الأبيض المتوسط إلى الشرق الأدنى، ونادرًا نحو وسط أوروبا الشرقية. تحدث المنخفضات المتوسطية في جميع الفصول، ولكنها أكثر شيوعًا في الربيع والخريف.
رياح البحر الأبيض المتوسط النموذجية التي تسيطر عليها منخفضات البحر الأبيض المتوسط أو مراكز العمل المحيطة بها هي:
- الفون، وهي رياح متوازنة دافئة عاصفة تهب عادة شمالًا على الجانب الشمالي من جبال الألب[ه]، ولكن نادرًا ما تهب على الجانب الجنوبي من جبال الألب إلى منطقة البحر الأبيض المتوسط الإيطالية[و].
- الميسترال، رياح جافة هابطة في وادي الرون من الاتجاهات الشمالية.
- تيار فون المرتفع عبارة عن كتل هوائية دافئة وجافة تتجه نحو مقدمة المنخفضات الأطلسية الغربية لأوروبا من الجنوب الشرقي إلى أوروبا الوسطى. ويؤدي إلى انخفاضات حرارية واسعة النطاق أو موجات حرارية كما أنه ينقل غبار الصحراء[الإنجليزية] المعروف.
- البورة، رياح شمالية شرقية شديدة البرودة وغالبًا ما تكون عاصفة في الجزء العلوي من البحر الأدرياتيكي.
- الشهيلي، وهي رياح دافئة تهب من الجنوب الغربي إلى الجنوب، وتتحرك من الصحراء الكبرى عبر البحر الأبيض المتوسط وتُشحن بالرطوبة هناك.
- الميلتيمي[ز]، وهي رياح شمالية صيفية تحدث في بحر إيجة[ح]
- الخماسين، وهي رياح صحراوية جافة وحارة على ساحل الشام

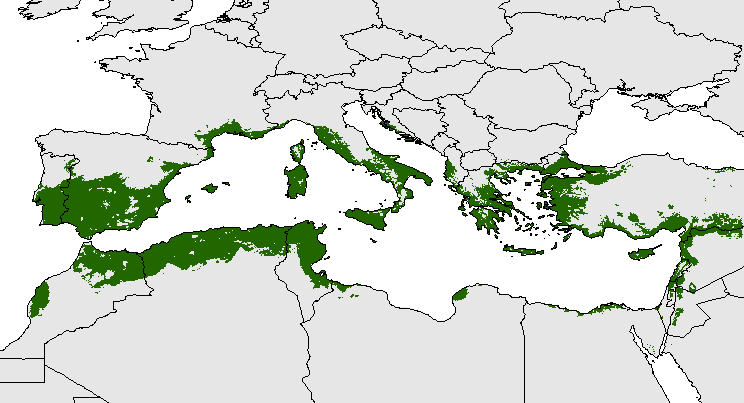
توزيع محتمل لشجرة الزيتون في منطقة البحر الأبيض المتوسط

يتميز المناخ المتوسطي بشتاء معتدل ممطر وصيف حار وجاف. تتطابق مساحة توزيع شجرة الزيتون مع خط منسوب، ويعرف المناخ المقابل أيضًا بمناخ شجرة الزيتون : وتسمى هذه الحدود بحدود شجرة الزيتون. تكون الارتفاعات الأعلى أكثر برودة بشكل عام. لا توجد اختلافات في الخصائص المناخية بين الارتفاعات المنخفضة والعالية فحسب، بل أيضًا بين مناطق شمال وجنوب البحر الأبيض المتوسط وغرب وشرق المتوسط. لوحظ أقصى تقدم شمالاً للمناخ المتوسطي في وادي الرون، حيث لوحظت الخصائص المناخية النموذجية حتى خط عرض 45 درجة شمالًا تقريبًا.

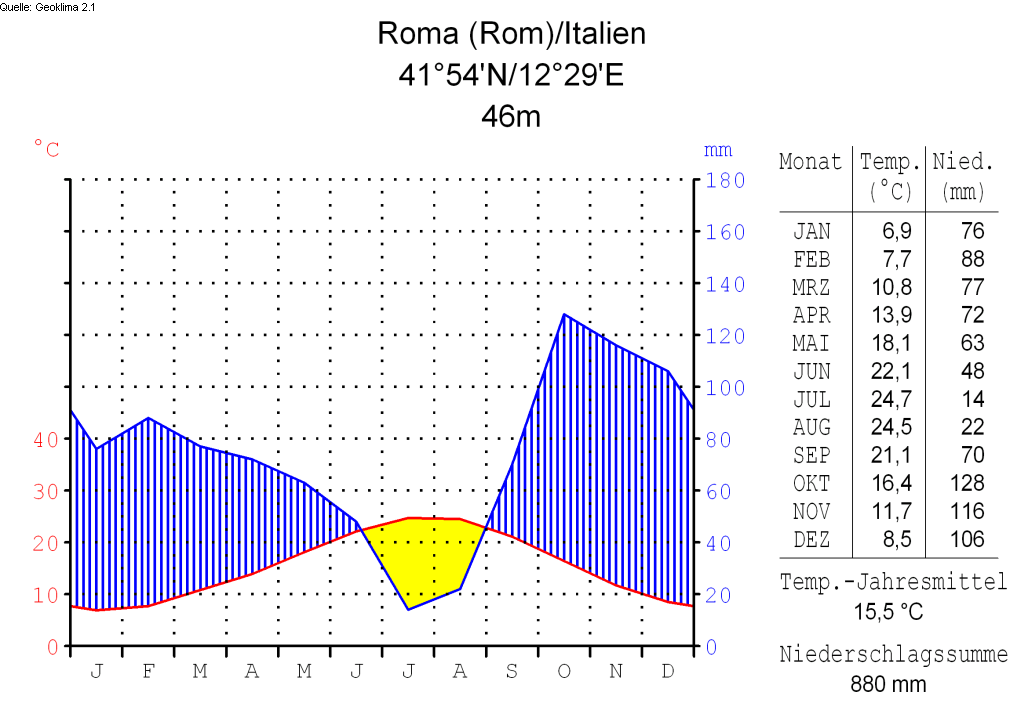
مخطط المناخ روما
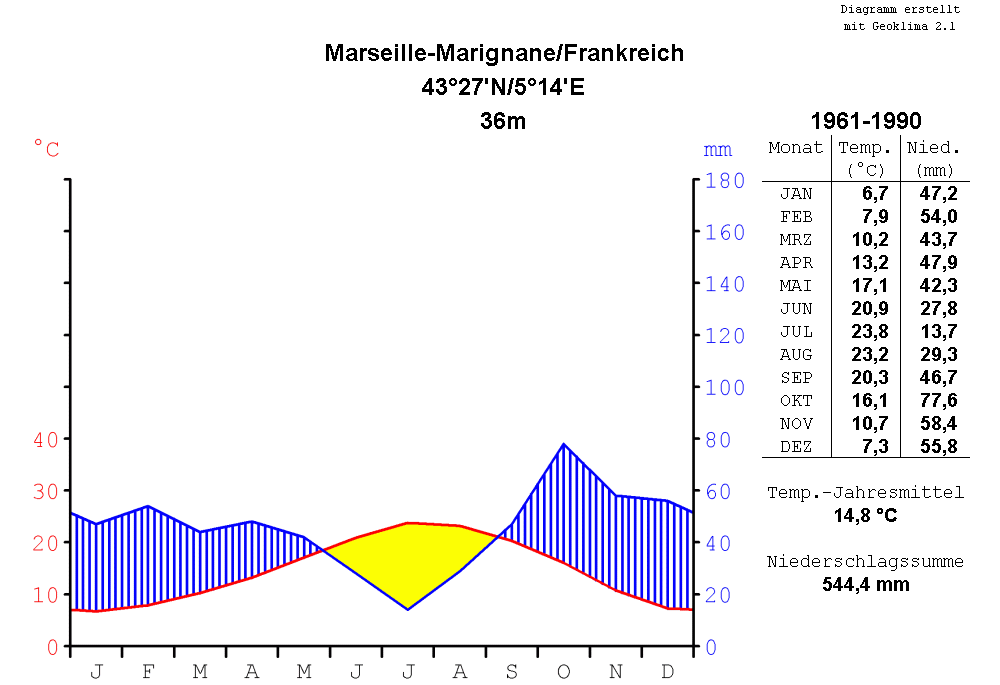
مخطط المناخ مرسيليا
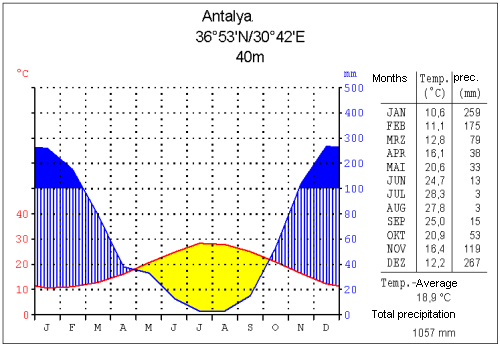
مخطط المناخ أنطاليا

يميل هطول الأمطار في غرب البحر الأبيض المتوسط إلى الارتفاع. ويؤثر هذا بشكل خاص على الجوانب الغربية من كتل اليابسة، حيث يمكن للأعاصير الشتوية أن تُسقط الأمطار. كمية هطول الأمطار تتجاوز على سبيل المثال: على الساحل الليغوري (جنوة) وفي شمال البرتغال مستوى 1 000 ملم، تتلقى روما ومدينة الجزائر وجبل طارق أيضًا كميات غزيرة من أمطار الشتاء. من ناحية أخرى، يتميز شرق البحر الأبيض المتوسط بطابع قاري أكثر بكثير، في حين أن الجوانب الشرقية يمكن أن تصبح جافة جدًا بسرعة.
بالإضافة إلى ذلك، فإن المناطق الشمالية بشكل عام أكثر برودة ورطوبة من المناطق الجنوبية. كما تزداد مدة الجفاف الصيفي من الشمال إلى الجنوب ومن الغرب إلى الشرق. لا يوجد في أفنيون، على سبيل المثال، سوى حوالي 45 يومًا من أيام السنة تكون فيها قاحلة، وترتفع هذه القيمة إلى ما يقرب من 200 يوم في القدس. وفي شمال البحر الأبيض المتوسط، ترتفع درجات الحرارة بشكل أسرع من المتوسط العالمي بسبب تغير المناخ ومن المتوقع حدوث موجات حارة وجفاف أقوى.
يتميز مناخ البحر الأبيض المتوسط بتقلب قوي في هطول الأمطار ودرجات الحرارة. في الجزء القاري الشرقي على وجه الخصوص، لا يزال من الممكن حدوث أواخر فصل الشتاء مع تساقط الثلوج في شهر مارس، ولكن من ناحية أخرى، فإن فترات الحرارة التي تزيد عن 40 درجة مئوية وفترات الجفاف الطويلة ليست غير شائعة. يمكن أن تصل أمطار الشتاء إلى مستويات غزيرة، حيث تصل أحيانًا في يوم واحد إلى عدة أضعاف متوسط شهر كامل. الفيضانات وزيادة التآكل هي العواقب. يمكن أن يكون تعاقب عدة سنوات رطبة أو جافة كارثيا على الزراعة.
في الجزء الجنوبي من البحر الأبيض المتوسط، هناك بالفعل انتقال إلى مناخ السهوب وحتى المناخ الصحراوي. يبدأ مناخ السهوب بتهاطل سنوي أقل من 300 ملم ويؤثر على أجزاء كبيرة من الساحل الليبي والمصري، ولكن أيضًا على بعض المناطق الصغيرة في إسبانيا: في المرتفعات الإسبانية الوسطى (ميسيتا) والجبال المجاورة، كابو دي غاتا بالقرب من ألميريا، على سبيل المثال. ، تستقبل حوالي 200 ملم فقط. وعلى غزة أن تكتفي بـ 130 ملم. وفي أقصى الجنوب تمتد الصحراء حتى الساحل.
المنطقة المحيطة بالبحر الأدرياتيكي العلوي مدرجة بالفعل في المنطقة المعتدلة. لم يعد وادي بو وفنيتة والساحل السلوفيني ‏ يواجهون فترة جفاف مغلقة، على الرغم من أن درجات الحرارة معتدلة هناك أيضًا.

### المياه

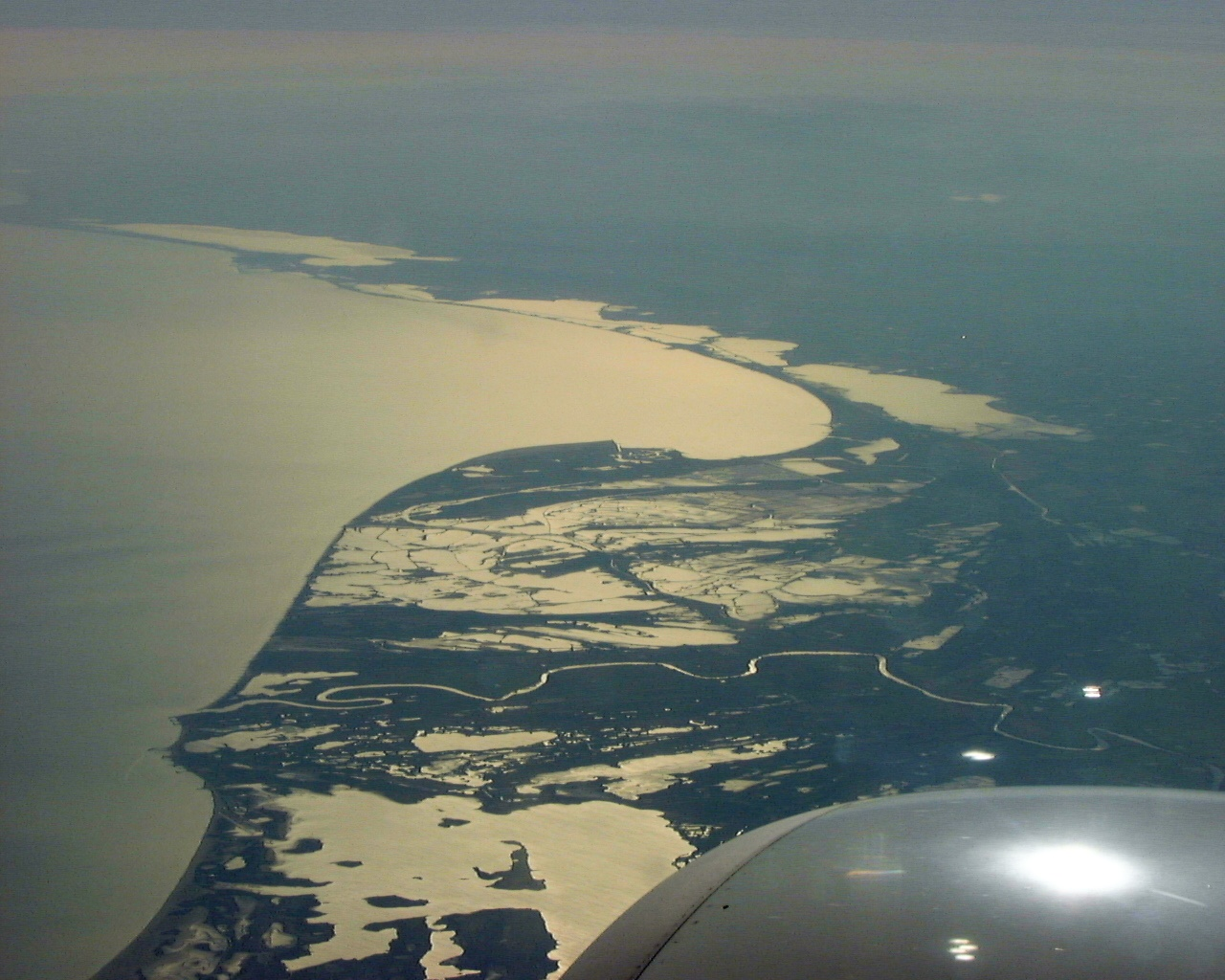
دلتا الرون، في الخلفية سلسلة بحيرات لانغيدوك

تتدفق جميع الأنهار في البحر الأبيض المتوسط تقريبًا إلى البحر الأبيض المتوسط. وبقدر ما تنشأ هذه في نفس المنطقة، فهي عادة ما تكون قصيرة ولها انحدار حاد. تتشكل الأنهار الأطول عندما تكون منطقة المصدر في المناطق المناخية الرطبة (النيل، الرون، بو) أو تُستجمع مياه مساحة أكبر (إيبرو، باتجاه المحيط الأطلسي أيضًا تاجو، دويرو، الوادي الكبير). كلما زاد تدفق المياه، زادت قوة نقل الرواسب، بحيث يمكن إنشاء سهول غرينية واسعة. تميل الأنهار التي تتدفق إلى البحر الأبيض المتوسط إلى تكوين دلتا وأراضٍ جديدة في منطقة المصب. وهذه المناطق هي أيضًا الأكثر خصوبة في البحر الأبيض المتوسط بأكمله.
عادة ما تكون البحيرات في منطقة البحر الأبيض المتوسط موجودة فقط على نطاق صغير. توجد على طول ساحل البحر الأبيض المتوسط الفرنسي في لانغدوك، سلسلة من خزانات المياه العذبة والمائلة للملوحة والمالحة (إتانغ)، والتي تشكلت بسبب ظروف الرياح الخاصة: تدفع رياح الميسترال الرمال المنجرفة بموازاة الساحل، ونتيجة لذلك تُصبحت الخلجان السابقة معزولة عن البحر المفتوح. اعتمادًا على مدخلات المياه العذبة اللاحقة، تختلف ملوحة البحيرة المعنية. أكبر هذه البحيرات هي بركة فاكاريس في دلتا الرون. وتتشكل بحيرات أخرى في التضاريس الجبلية، ولكنها عادة ما تكون صغيرة. ومن الأمثلة الشهيرة بحيرة تراسيمينو في أومبريا. وحيثما توجد مناطق في البحر الأبيض المتوسط لا يوجد بها تصريف مياه، يمكن أيضًا أن تتشكل بحيرات مالحة (الشطوط)، والتي تجف أحيانًا تمامًا في الصيف. وهذا هو الحال بشكل خاص في مرتفعات الأطلس.
من السمات الخاصة لشبه الجزيرة الأيبيرية العدد الكبير من الخزانات الاصطناعية التي تصطف بشكل شبه مستمر على طول الأنهار الكبيرة. إن وديان الأنهار العميقة في المناطق المسطحة نسبيا تجعل من السهل بناء السدود، والتي، بفضل إمدادات المياه الوفيرة في فصل الشتاء، يمكنها الاحتفاظ بما يكفي من المياه لإدارة المياه بغض النظر عن الموسم. وفي بقية منطقة البحر الأبيض المتوسط، من الصعب العثور على تضاريس مناسبة للخزانات الاقتصادية.

## الجيولوجيا
يعد البحر الأبيض المتوسط منطقة نشطة للغاية من الناحية التكتونية، وتقع فوق واجهة العديد من الصفائح القارية. تسببت الصفائح المتصادمة في وقوع البحر الأبيض المتوسط بأكمله تقريبًا في منطقة طي جبال الألب. تهيمن الجبال الجبارة على معظم الساحل والمناطق النائية.
توجد أقدم التكوينات الصخرية في شمال شرق أفريقيا، وهي جزء من الدرع الأفريقي. تتكون شبه الجزيرة الإيبيرية أيضًا إلى حد كبير من صخور قديمة أو متحولة : على سبيل المثال، يمكن العثور على كتل جرانيتية صلبة. يتكون الجزء المتبقي من البحر الأبيض المتوسط إلى حد كبير من تكوينات جبلية من العصر الثالث، عندما أدى اصطدام الصفائح إلى دفع قاع البحر القديم إلى ارتفاع آلاف الأمتار. ترتفع هنا جبال الحجر الجيري التكوينية، والتي غالبًا ما تشكل تضاريس شديدة الانحدار بسبب التجوية السريعة. وتستكمل هذه الصخور بالانصباب (البازلت) بسبب النشاط البركاني العالي على طول حدود الصفائح. ومن الناحية الجيولوجية، يمكن وصف منطقة البحر الأبيض المتوسط بأنها منطقة فتية. ومع ذلك، وبصرف النظر عن بعض الرواسب الرسوبية في السهول النهرية، فإن أحدث المظاهر الجيولوجية مفقودة، وخاصة تلك التي تعود إلى العصور الجليدية البليستوسينية، والتي، على سبيل المثال، شكلت مظهر شمال ووسط أوروبا.

### الزلازل في البحر الأبيض المتوسط
تعد منطقة البحر الأبيض المتوسط، وخاصة الجزء الشرقي منها، أكثر المناطق نشاطًا زلزاليًا في أوروبا. وهي تشكل منطقة تصادم بين الصفائح الإفريقية والأوراسية والعربية، والتي قسمت باطن الأرض إلى لغز فوضوي مكون من عدد لا يحصى من الصدوع وشظايا الصفائح.
تُظهر مناطق اليونان وآسيا الصغرى أعلى معدلات التشوه ومعظم النشاط الزلزالي في البحر الأبيض المتوسط، وخاصة على طول القوس الهيليني وفالق شمال الأناضول.

#### الظروف التكتونية
تندفع الصفيحة الأفريقية تحت الصفيحة الأوراسية من الجنوب، وتندفع الصفيحة العربية إلى الداخل من الشرق. عند حيد وسط المحيط الأطلسي، حيث تلتقي صفيحة أمريكا الشمالية بالصفيحة الأوراسية، تتشكل قشرة جديدة، مما يؤدي إلى تباعد الصفائح القارية في اتجاهين متعاكسين. تخلق القوى المتجهة شرقًا مجال توتر في باطن سطح أوروبا الوسطى، مما يمنع بشكل كبير حركة الصفيحة الأفريقية باتجاه الشمال. وفي المنطقة الجنوبية الشرقية من بحر طرانة وعلى الحافة الجنوبية لبحر إيجة، تنغمس الصفيحة الأفريقية تحت الصفيحة الأوراسية مع تقدمها شمالا، لتشكل بذلك منطقة الاندساس. تتحرك الصفيحة العربية نحو الشمال بشكل أسرع من الصفيحة الأفريقية لأنها تواجه مقاومة أقل.
وهي مقسمة أيضًا إلى صفائح صغيرة أصغر: صفائح البحر الأدرياتيكي وبحر إيجة والأناضول. تقع صفيحة البحر الأدرياتيكي على حدود شبه الجزيرة الإيطالية من الشرق، وقد دفعت جبال الألب أمامها أثناء تحركها شمالًا. يتعرض السطح تحت الأرض على طول حدود صفيحة البحر الأدرياتيكي لتوتر كبير بسبب القوى المتجهة شرقًا لسلسلة جبال وسط المحيط الأطلسي. في شرق البحر الأبيض المتوسط، جنوب جزيرة كريت، يغوص الجزء الأفريقي من قاع البحر تحت صفيحة بحر إيجة. تقع كتلة الأناضول في الجزء الأوسط والشرقي من تركيا، والتي تُدفع غربًا حيث تتحرك الصفيحة العربية بشكل أسرع من الصفيحة الأفريقية. تحدث الهزات القوية مرارًا وتكرارًا على طول منطقتي الصدع الأناضوليين.

## تاريخ
يعتبر هذا الحوض موطن العالم القديم. إذ على ضفافه ازدهرت الحضارة المصرية القديمة والإغريقية والبيزنطية، الفنيقية، القرطاجية، الرومانية، العربية الإسلامية.
الدول:

## الملاحظات
1. ↑  مثلاً بالقرب من بورسعيد في شمال سيناء
2. ↑  مع جزر الأزور والرأس الأخضر[5]
3. ↑  على سبيل المثال، المناطق المحيطة بالبحر الأسود ومرتفعات جبال زاغروس في إيران
4. ↑  باستثناء بعض الممرات.
5. ↑  أمطار على الجانب الجنوبي من جبال الألب.
6. ↑  الفون الجنوبي.
7. ↑  تسمى أيضًا إتيزية
8. ↑  بالتالي فإن مناخ إيتيزية أقدم أيضًا بالنسبة لمناخ البحر الأبيض المتوسط بالمعنى الضيق
9. ↑  الشهر الأكثر سخونة أقل من 22 درجة مئوية
10. ↑  فقط الجوانب الغربية للجبال (ساحل المشرق والجبل الأسود وغرب اليونان) لا تزال تحقق مستويات هطول أعلى من 500 ملم سنويًا

### بالإنجليزية
1. ↑  "Natura 2000 in the Mediterranean Region" (PDF) (بالإنجليزية). European Commission of the European Union. Archived from the original (PDF) on 2017-09-19. Retrieved 2015-08-06.
2. ↑  Gargani J.; Moretti I.; Letouzey J. (2008). "Evaporite accumulation during the Messinian Salinity Crisis : The Suez Rift Case". Geophysical Research Letters (بالإنجليزية). 35 (2): L02401. Bibcode:2008GeoRL..35.2401G. DOI:10.1029/2007gl032494. Archived from the original on 2017-06-30.
3. ↑  W. Krijgsman; A. R. Fortuinb; F. J. Hilgenc; F. J. Sierrod (2001). "Astrochronology for the Messinian Sorbas basin (SE Spain) and orbital (precessional) forcing for evaporite cyclicity". Sedimentary Geology  [لغات أخرى]‏ (بالإنجليزية). 140: 43–60. Bibcode:2001SedG..140...43K. DOI:10.1016/S0037-0738(00)00171-8.{{استشهاد بدورية محكمة}}:  صيانة الاستشهاد: علامات ترقيم زائدة (link)
4. ↑  The Status and Distribution of Reptiles and Amphibians of the Mediterranean Basin (بالإنجليزية). Neil Cox, Janice Chanson, Simon Stuart. 2006. ISBN:978-2-8317-0912-3. Archived from the original on 2023-05-26. Retrieved 2020-11-29.
5. ↑  "Mediterranean Basin" (بالإنجليزية). CEPF. Archived from the original on 2023-08-11. Retrieved 2020-11-29.
6. ↑  Hegazy, Ahmad; Lovett-Doust, Jonathan (2016). "2.18 Iraq". Plant Ecology in the Middle East (بالإنجليزية). دار نشر جامعة أكسفورد. ISBN:978-0-19-107874-3. Archived from the original on 2022-12-04. the Eastern Mediterranean conifer-sclerophyllous-broadleaf forest ecoregion, which extends slightly into Iraq

### بالألمانية
1. ↑  Christoph (10 Aug 2021). "Dokument des Weltklimarates: Düstere Prognosen für den Mittelmeerraum". Der Spiegel (بالألمانية). ISSN:2195-1349. Archived from the original on 2024-09-06. Retrieved 2023-09-15.
2. ↑  Skapski, Jens. "Erdbebennews is under construction". erdbebennews.de (بالألمانية). Archived from the original on 2025-03-19. Retrieved 2023-09-18.
3. 1 2  sbade (6 Dec 2015). "Neue Einsichten in die Erdbebengefährdung des östlichen Mittelmeerraums - Sonnenseite - Ökologische Kommunikation mit Franz Alt". Sonnenseite (بالألمانية). Archived from the original on 2024-11-19. Retrieved 2023-09-18.
4. 1 2  Import, M. V. S. (1 Dec 2015). "Mittelmeer: Erdbebengefahr höher als gedacht". scinexx | Das Wissensmagazin (بالألمانية). Archived from the original on 2024-11-19. Retrieved 2023-09-18.
5. ↑  Import, M. V. S. (6 Oct 2014). "Erdbeben im Mittelmeer auf der Spur". scinexx | Das Wissensmagazin (بالألمانية). Archived from the original on 2024-11-19. Retrieved 2023-09-18.
6. ↑  Claudio Faccenna, Thorsten W. Becker, Ludwig Auer, Andrea Billi, Lapo Boschi, Jean Pierre Brun, Fabio A. Capitanio, Francesca Funiciello, Ferenc Horvàth, Laurent Jolivet, Claudia Piromallo, Leigh Royden, Federico Rossetti, Enrico Serpelloni, "Mantle dynamics in the Mediterranean: MEDITERRANEAN DYNAMIC", Reviews of Geophysics (بالألمانية), vol. 52, no. 3, pp. 283–332, DOI:10.1002/2013RG000444{{استشهاد}}:  صيانة الاستشهاد: أسماء متعددة: قائمة المؤلفين (link)
7. 1 2 3 4 5  "RAOnline EDU: Erdbeben - Warum in Italien die Erde bebt - Tektonik im Mittelmeerraum". www.raonline.ch (بالألمانية). Archived from the original on 2023-02-06. Retrieved 2023-09-18.